# Daidzeína
Daidzeina estructuralmente pertenece al grupo de las isoflavonas. 

## Presencia natural
Daidzeina y otros compuestos de isoflavonas, como la genisteína, están presentes en un número de plantas y hierbas como Pueraria mirifica y Pueraria lobata. También se puede encontrar en cultivos celulares de Maackia amurensis.

## En fuentes de alimentos
Daidzein se puede encontrar en alimentos como la soja y productos de soja como el tofu y proteína vegetal texturizada. Las isoflavonas de soja son un grupo de compuestos que se encuentran en la soja. Es de destacar que las isoflavonas totales en la soja son-en general el 37 por ciento daidzeína, 57 por ciento de genisteína y 6 por ciento glycitein, según USDA data. El germen de soja contiene 41.7 por ciento de daidzeína.

## Actividades biológicas
Daidzein puede ser convertido en su metabolito final S-equol en algunos seres humanos basándose en la presencia de ciertas bacterias intestinales. Sobre la base de varias décadas de investigación, S -equol tiene potencial de beneficios significativos para la salud.
Daidzein no tiene clasificación en Estados Unidos, donde no se considera que esté generalmente reconocido como seguro (GRAS), y no ha sido aprobado como un medicamento. Es un componente de los alimentos y suplementos dietéticos derivados de la soja. En los Estados Unidos, los suplementos dietéticos no se regulan como medicamentos, y sus etiquetas no pueden afirmar que tengan propiedades farmacológicas ni eficacia terapéutica.
Los científicos han estudiado algunas de las actividades de la daidzeína en sus laboratorios, trabajando con células o con animales tales como ratones. Los estudios en células y en animales a veces dan pistas sobre lo que un químico puede hacer cuando se les da a los seres humanos, pero nadie puede saber lo que hace un producto químico en los seres humanos hasta que la sustancia química se pruebe en un ensayo clínico.

## Lista de plantas que lo contienen
- Pueraria lobata[9][10]
- Pueraria thomsonii[11]